# كوينتون كروكر
كوينتون كروكر (بالإنجليزية: Quinton Crocker)‏ هو لاعب اتحاد الرغبي جنوب أفريقي، ولد في 26 يونيو 1987 في Kempton Park, South Africa ‏ في جنوب أفريقيا.